# Campeonato Latino-Americano de Tênis de Mesa
O Campeonato Latino-Americano de Tênis de Mesa é um torneio de tênis de mesa para a América Latina. Foi realizado pela primeira vez em 1978 na Cidade do México . A segunda edição foi realizada em 1980 no Rio de Janeiro. Após estas duas edições, o Campeonato Latino-americano foi suspenso até 1989. Entre 1989 e 1992, o torneio foi realizado todos os anos. Entre 1994 e 2000, o torneio foi realizado a cada dois anos (nos anos pares). Desde 2001, o torneio é realizado anualmente. Desde a sua primeira edição, o torneio incluiu sete competições; ou seja, no masculino, individual, duplas e em equipe; no feminino individual, duplas e em equipe; e duplas mistas

## Resultados
| Ano  | Cidade              | Equipe        | Equipe               | Individual       | Individual        | Duplas                              | Duplas                            | Duplas                           |
| ---- | ------------------- | ------------- | -------------------- | ---------------- | ----------------- | ----------------------------------- | --------------------------------- | -------------------------------- |
| Ano  | Cidade              | Masculino     | Feminino             | Masculino        | Feminino          | Masculinas                          | Femininas                         | Mistas                           |
| 2018 | Havana              | Brasil        | Brasil               | Eric Jouti       | Bruna Takahashi   | Andy Pereira Jorge Campos           | Paulina Vega Judith Morales       | Eric Jouti Gui Lin               |
| 2016 | San Juan            | Brasil        | Brasil               | Hugo Calderano   | Gui Lin           | Gaston Alto Pablo Tabachnik         | Gremlis Arvelo Neridee Nino       | Vitor Ishiy Caroline Kumahara    |
| 2015 | Buenos Aires        | Brasil        | Brasil               | Hugo Calderano   | Gui Lin           | Manuel Moya Alejandro Rodriguez     | Gui Lin Lígia Silva               | Marcos Madrid Yadira Silva       |
| 2014 | Santo Domingo       | Brasil        | Brasil               | Hugo Calderano   | Lígia Silva       | Gastón Alto Pablo Tabachnik         | Lígia Silva Jessica Yamada        | Marcos Madrid Yadira Silva       |
| 2013 | San Salvador        | Brasil        | Brasil               | Marcelo Aguirre  | Caroline Kumahara | Rodrigo Gilabert Diego Temperley    | Judith Morales Paulina Vega       | Eric Jouti Caroline Kumahara     |
| 2012 | Rio de Janeiro      | Brasil        | Brasil               | Lin Ju           | Jessica Yamada    | Não realizado                       | Não realizado                     | Não realizado                    |
| 2011 | Guadalajara         | Brasil        | Venezuela            | Lin Ju           | Wu Xue            | Gastón Alto Liu Song                | Lígia Silva Jessica Yamada        | Cazuo Matsumoto Lígia Silva      |
| 2010 | Cancún              | Brasil        | Brasil               | Liu Song         | Yadira Silva      | Hugo Hoyama Cazuo Matsumoto         | Fabiola Ramos Ruaida Ezzedinne    | Cazuo Matsumoto Lígia Silva      |
| 2009 | San Salvador        | Brasil        | Chile                | Cazuo Matsumoto  | Lígia Silva       | Hugo Hoyama Cazuo Matsumoto         | Lígia Silva Mariany Nonaka        | Cazuo Matsumoto Lígia Silva      |
| 2008 | Santo Domingo       | Brasil        | República Dominicana | Thiago Monteiro  | Wu Xue            | Liu Song Pablo Tabachnik            | Wu Xue Lian Qian                  | Lin Ju Wu Xue                    |
| 2007 | Guarulhos           | Brasil        | Brasil               | Liu Song         | Wu Xue            | Hugo Hoyama Thiago Monteiro         | Luisana Pérez Fabiola Ramos       | Lin Ju Wu Xue                    |
| 2006 | Medellín            | Argentina     | Brasil               | Liu Song         | Lígia Silva       | Hugo Hoyama Thiago Monteiro         | Berta Rodríguez Ximena Cerón      | Thiago Monteiro Lígia Silva      |
| 2005 | Punta del Este      | Brasil        | Brasil               | Lin Ju           | Lian Qian         | Liu Song Pablo Tabachnik            | Lígia Silva Karin Sako            | Lin Ju Lian Qian                 |
| 2004 | Valdivia            | Brasil        | Chile                | Thiago Monteiro  | Wu Xue            | Liu Song Pablo Tabachnik            | Eliana González Marisol Espineira | Hugo Hoyama Mariany Nonaka       |
| 2003 | El Salvador         | Não realizado | Não realizado        | Liu Song         | Fabiola Ramos     | Hugo Hoyama Thiago Monteiro         | Berta Rodríguez Sofija Tepes      | Não realizado                    |
| 2002 | Santo Domingo       | Brasil        | Chile                | Hugo Hoyama      | Berta Rodríguez   | Hugo Hoyama Thiago Monteiro         | Berta Rodríguez Sofija Tepes      | Juan Papic Sofija Tepes          |
| 2001 | Cidade da Guatemala | Chile         | Chile                | Augusto Morales  | Berta Rodríguez   | Augusto Morales Alejandro Rodríguez | Silvia Morel Sofija Tepes         | Juan Papic Sofija Tepes          |
| 2000 | Coquimbo            | Brasil        | Cuba                 | Hugo Hoyama      | Leticia Suárez    | Hugo Hoyama Thiago Monteiro         | Marisel Ramírez Leticia Suárez    | Hugo Hoyama Eugênia Ferreira     |
| 1998 | Cidade do México    | Chile         | Brasil               | Liu Song         | Sofija Tepes      | Hugo Hoyama Carlos Kawai            | Mônica Doti Lyanne Kosaka         | Juan Salamanca Berta Rodríguez   |
| 1996 | Cidade do México    | Chile         | Brasil               | Hugo Hoyama      | Lyanne Kosaka     | Hugo Hoyama Giuliano Peixoto        | Mônica Doti Lyanne Kosaka         | Juan Papic Sofija Tepes          |
| 1994 | Sancti Spiritus     | Brasil        | Cuba                 | Hugo Hoyama      | Madeleine Armas   | Hugo Hoyama Claudio Kano            | Madeleine Armas Yolanda Rodríguez | Francisco Arado Madeleine Armas  |
| 1992 | Havana              | Cuba          | Cuba                 | Hugo Hoyama      | Yolanda Rodríguez | Rubén Arado Santiago Roque          | Nelsy Aparicio Aura Prieto        | Rubén Arado Yolanda Rodríguez    |
| 1991 | Camagüey            | Cuba          | Cuba                 | Claudio Kano     | Yolanda Rodríguez | Rubén Arado Ernesto González        | Madeleine Armas Yolanda Rodríguez | Rubén Arado Yolanda Rodríguez    |
| 1990 | Sancti Spiritus     | Brasil        | Cuba                 | Claudio Kano     | Madeleine Armas   | Jorge Gambra Marcos Núñez           | Madeleine Armas Yolanda Rodríguez | Ernesto González Madeleine Armas |
| 1989 | Las Tunas           | Chile         | Cuba                 | Claudio Kano     | Madeleine Armas   | Jorge Gambra Marcos Núñez           | Carmem Yera Marisel Ramírez       | Raúl Betancourt Madeleine Armas  |
| 1980 | Rio de Janeiro      | Brasil        | México               | Ricardo Inokuchi | Diana Guillén     | Raymundo Fermín Juan Vila Reinoso   | Mónica Liyau Patricia Moreno      | Acassio da Cunha María Pupo      |
| 1978 | Cidade do México    | México        | Peru                 | Francisco López  | Elizabeth Popper  | Erol Resek Juan Vila Reinoso        | Marta Báez Raquel Ortíz           | Francisco López Elizabeth Popper |